# Risc financer
El risc financer és la probabilitat d'ocurrència d'un esdeveniment que tingui conseqüències financeres negatives per a una organització. El concepte s'ha d'entendre en sentit ampli, incloent-hi la possibilitat que els resultats financers siguin majors o menors dels esperats. De fet, tenint la possibilitat que els inversors realitzin apostes financeres en contra del mercat, moviments d'aquests en una o altra direcció poden generar tant guanys o pèrdues en funció de l'estratègia d'inversió.

## Tipus de riscos financers[2]
- Risc de mercat, associat a les fluctuacions dels mercats financers, i en el qual es distingeixen:
  - Risc de canvi, conseqüència de la volatilitat del mercat de divises.
  - Risc de tipus d'interès, conseqüència de la volatilitat dels tipus d'interès.
  - Risc de mercat (en accepció restringida), que es refereix específicament a la volatilitat dels mercats d'instruments financers com ara accions, deute, derivats,
- Risc de crèdit, conseqüència de la possibilitat que una de les parts d'un contracte financer no assumeixi les seves obligacions.
- Risc de liquiditat o de finançament, i que es refereix al fet que una de les parts d'un contracte financer no pugui obtenir la liquiditat necessària per assumir les seves obligacions malgrat disposar dels actius-que no pot vendre amb la suficient rapidesa i al preu adequat-i la voluntat de fer-ho.